# Водонапорная башня (Папула)
Водонапорная башня на горе Папуле — башня в Папульском парке Выборга, построенная в конце XIX века. Инженерное сооружение в микрорайоне Кировские дачи, ранее выполнявшее функции городской водонапорной и смотровой башни, включено в перечень памятников архитектуры.

## История
В конце XIX века, после разборки укреплений Рогатой крепости, центр Выборга стал быстро застраиваться многоэтажными домами. Для налаживания системы городского водоснабжения и обеспечения необходимого напора воды на верхние этажи новых зданий в 1892 году была выстроена городская водонапорная башня с ёмкостью бетонного резервуара 1000 кубометров. Дно напорного резервуара находится на высоте 37 метров, а отметка верха воды — 41,27 метров.
Башня, возведённая на вершине гранитной горы Папулы, стала важным элементом Папульского парка, разбитого на скалистых склонах в 1880-х годах. Окружённая сосновыми аллеями постройка в форме усечённой пирамиды с глухими стенами из крупных гранитных блоков и заросшей травой кровлей стилизована под средневековое крепостное сооружение. Над входным порталом с годом строительства возвышалась четырёхугольная обзорная башенка с деревянной смотровой площадкой под покатой крышей. С неё открывался хороший вид на город и окрестности.
Каменная башня с резервуаром, выполнявшая в первую очередь утилитарную функцию, вскоре стала одной из городских достопримечательностей. В путеводителях начала XX века отмечался привлекательный внешний вид утопающего в зелени сооружения с краном, из которого текла чистая ключевая вода.
В 1930-х годах, после строительства новой водонапорной башни на Батарейной горе в связи с увеличением водопотребления, Папульская водонапорная башня утратила статус центрального сооружения городского водопровода. Она сохранилась в ходе Советско-финляндской войны (1939—1940), несмотря на то, что городская водонапорная сеть была сильно повреждена. Но в результате Великой Отечественной войны расположенное на стратегически важной высоте гидротехническое сооружение пострадало. Была разрушена обзорная башенка над входным порталом.
В ходе восстановления Выборга после советско-финских войн (1939—1944) система городского водоснабжения изменилась, и вопрос о реконструкции утратившего функциональное значение здания водонапорной башни, как и большинства других построек на горе Папуле, городскими властями не поднимался.
Заброшенная башня, находящаяся в неудовлетворительном состоянии, остаётся одним из двух сохранившихся сооружений Папульского парка (наряду со стадионом «Локомотив»).